# Rettorato dell'Università di Firenze
Il Rettorato dell'Università di Firenze si trova in piazza San Marco al n. 4.

## Storia e descrizione
La sede centrale dell'Università degli Studi di Firenze si trova in un edificio già adibito a scuderie granducali, confinante su via Cesare Battisti con l'Istituto Geografico Militare e su via Giorgio la Pira con gli edifici del Museo di Storia Naturale, appartenente all'Università stessa, in particolare il Museo di Botanica e il Museo di geologia e paleontologia.
Qui erano state spostate nel Quattrocento delle gabbie con dei leoni tenuti a spese della repubblica e, dopo il 1429, vi venne avviata la costruzione di un collegio della "Sapienza" voluto da Niccolò da Uzzano e patronato dall'Arte dei Mercatanti, affinché potesse accogliere accogliere cinquanta giovani, per metà stranieri e metà fiorentini. L'edificio fu progettato da Lorenzo di Bicci, tuttavia l'opera non vide presto la luce, poiché molti dei denari lasciati da Niccolò furono dirottati dalla Repubblica per finanziare guerre e altri bisogni.
Dopo le soppressioni appartenne all'esercito, che lo cedette poi all'università; in cambio il Comune offrì il terreno dove poi sorse la caserma Baldissera.
Nel palazzo odierno hanno sede il rettorato, l'aula magna, la direzione amministrativa servizi e una segreteria. Un busto con lapide, realizzato e donato da Ugo Ciapini nel 1916, posto sulla facciata rivolta verso piazza San Marco, ricorda Cesare Battisti:
"Cesare Battisti, trentino, laureato nell'Ateneo fiorentino, scrittore, oratore, deputato a Vienna, lottò; ufficiale nei nostri Alpini prese le rami per la redenzione della sua terra; impiccato dall'Austria il 12 luglio 1916, col suo martirio esalta contro l'infamia degli Asburgo l'idea della patria, il sacro diritto d'Italia, il costume di Firenze, 6 agosto 1916".
Sulla parete del corridoio del piano terra che dà accesso al cortile principale sono presenti tre ricordi degli studenti dell'università morti durante la Prima e la Seconda guerra mondiale:
- lastra ai discenti morti durante il secondo conflitto mondiale;[2]
- lapide agli apprendenti caduti durante la Prima guerra mondiale;[3]
- lapide a Cesare Battisti, Guido Corsi, Mario Angheben e Scipio Slapater, deceduti durante il primo conflitto mondiale.[4]

Il palazzo ha due cortili: uno principale, dove si trova un giardino, e uno secondario, dove si affaccia l'entrata del Museo di mineralogia e litologia. Tra gli ambienti monumentali spiccano, oltre all'aula magna decorata da affreschi del periodo di Firenze Capitale, lo scalone in stile neoclassico, la sala del Senato universitario e la piccola biblioteca storica.